# نوویل، کبک
نوویل (به فرانسوی: Neuville) شهرکی در منطقه شهری پورتنوف ناحیه کاپیتل-ناسیونال در استان کبک کانادا است. در سرشماری سال ۲۰۱۱ این شهرک ۳٬۷۰۸ نفر جمعیت داشته‌است و مساحت آن ۷۲٫۰۴ کیلومتر مربع است.